# Domenico Francia
Domenico Francia (* 1702 in Bologna; † 1758) war ein italienischer Maler.

## Leben
Domenico, Sohn des Kupferstechers Francesco Maria Francia, wurde von Marcoantonio Franceschini und später von Ferdinando Galli da Bibiena ausgebildet. Ab 1723 hatte er Arbeitsaufträge in Wien und Umgebung. 1736 wurde er an den schwedischen Königshof berufen und ging 1745 nach Lissabon, wo er sich jedoch nicht lange aufhielt. Er zog wieder nach Wien bzw. Niederösterreich und nahm zahlreiche Aufträge an, wie beispielsweise in Maria Dreieichen, Klosterneuburg.

## Werke (Auswahl)

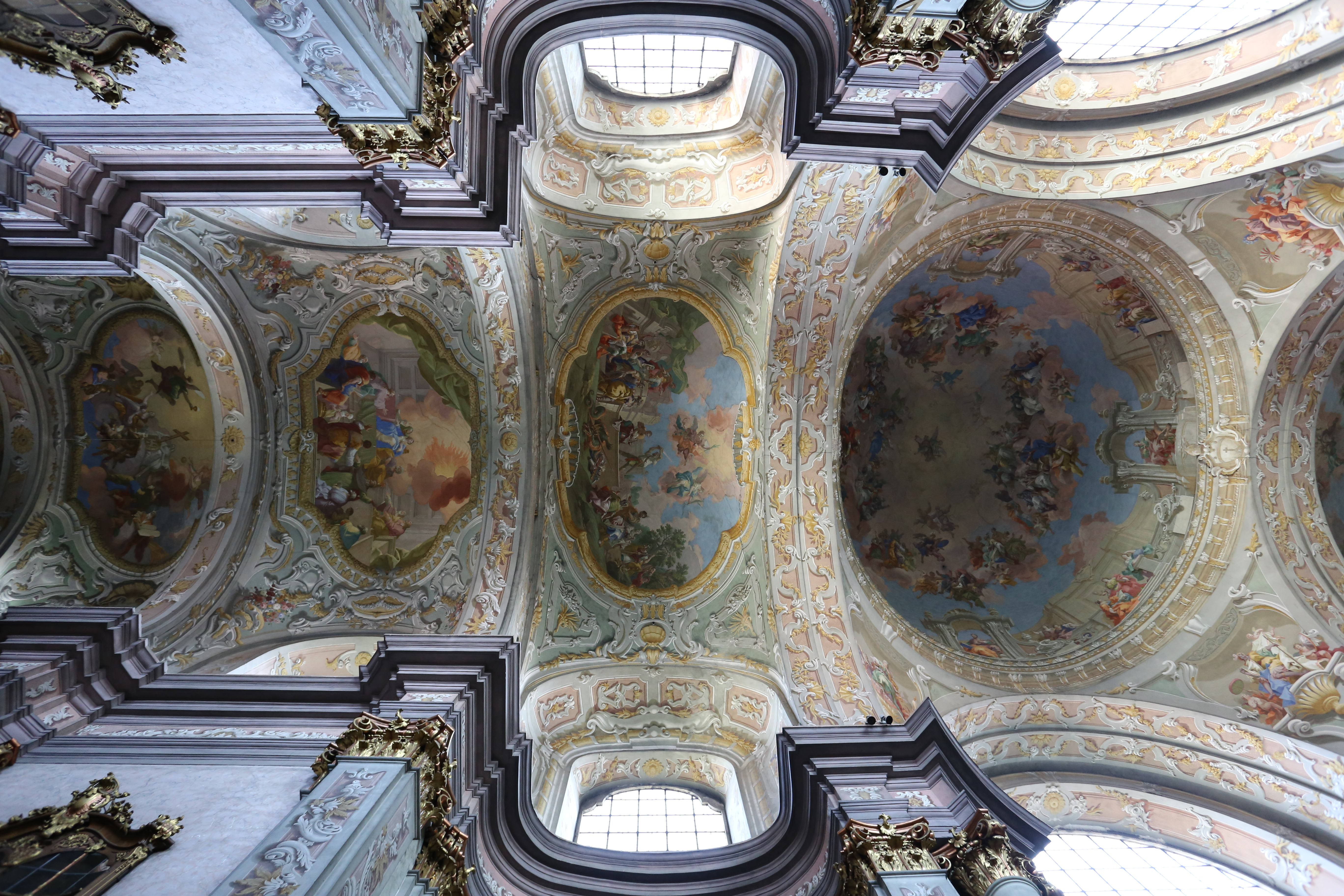
Diese illusionistische Architektur- und Ornamentmalerei führte Domenico Francia in den Jahren 1748/49 (Presbyterium) und 1751/55 (Langhaus) in der Stiftskirche Herzogenburg aus

- Illusionistische Architektur- und Ornamentmalereien oberhalb des Hauptgesimses des Langhauses und des Presbyteriums in der Stifts- und Pfarrkirche Herzogenburg.